# 端华
端華（穆麟德轉寫：Duwanhūwa，1807年—1861年），愛新覺羅氏，鑲藍旗人，大清開國功臣鄭親王濟爾哈朗的七世孫，烏爾恭阿第三子，咸豐帝遺命顧命八大臣之一，後慈安、慈禧、恭親王奕訢等聯手發動了祺祥之變，端華被賜自盡，爵位被革，弟肅順亦被斬首。

## 生平
道光五年，端華封三等輔國將軍。二十六年，襲鄭親王爵，不久詔授總理行營事務大臣及御前大臣。道光帝死，受顧命。咸豐繼位後，為領侍衛內大臣。咸豐十一年，咸豐在熱河行官病重，任命端華、肅順、怡親王載垣等八人為贊襄政務王大臣，俗稱顧命八大臣，總攝朝政。兩宮太后發動辛酉政變後，端華賜自盡，其弟肅順被斬首菜市口。

## 家庭

### 妻妾
- 嫡福晉鈕鈷祿氏，原任西寧辦事處大臣福克京阿之女，穆揚阿的姐妹，所以論輩分端华是慈安太后的姑丈。祺祥政變後，改稱為已革鄭親王端華之妻鈕祜祿氏。同治元年，願意將府側房間呈交，並且懇請盡快查收府第[1]。
- 側福晉陳佳氏，護軍色勒之女。祺祥政變後，改稱為已革鄭親王端華之妾陳氏。同治元年，因欠繳部分銀兩而懇請寬予限期[2]。
- 側福晉高佳氏，護軍高福之女。
- 側福晉白佳氏，護軍校和興之女。原為側室，咸豐七年晉封為側福晉[3]。

### 子女
- 长子二等侍卫谦善（1839-1855），道光十九年乙亥四月十五日丑时生，母侧福晋陈佳氏，护军色勒之女；咸丰四年三月，捐输赏给三等侍卫；十二月，派在乾清门行走；五年己卯十月十三日未时卒，年十七岁。
- 次子全善（1851-1851），咸丰元年辛亥六月十七日子时生，母侧福晋白佳氏，护军校和兴之女；是年八月十七日子时卒。
- 三子冷善（1855-1859），咸丰五年乙卯三月二十九日辰时生，母侧福晋高佳氏，护军高福之女；九年乙未十一月十四日子时卒，年五岁。
- 四子信善（1857-1859），咸丰七年丁巳正月十六日辰时生，母侧福晋高佳氏，护军高福之女，与第三子同母；九年乙未十二月十二日未时卒，年三岁。
- 五子（承继子）征善（1853-1896），肃顺第二子，咸丰三年癸丑三月十四日寅时生，母肃顺妾孟氏，孟升之女；同治二年八月，过继为嗣；光绪二十二年丙申七月二十二日丑时卒，年四十四岁；嫡妻钮钴禄氏，豐紳殷德和固倫和孝公主養子福恩之女；二子：长子增霈，次子增霖。
- 次女：嫡出，適崇綺，生孝哲毅皇后。

### 兄弟
- 宗室肃和
- 宗室肃恭
- 宗室肃顺
- 宗室恩华